# Strymon inalpina
Strymon inalpina är en fjärilsart som beskrevs av Ruggero Verity. Strymon inalpina ingår i släktet Strymon och familjen juvelvingar. Inga underarter finns listade i Catalogue of Life.